# 轟石
轟石（とどろきせき、とどろきいし、Todorokite）とは、鉱物（酸化鉱物）の1つ。結晶系は単斜晶系。1934年に北海道で初めて発見された鉱物であり、日本で発見され、独立種として承認された鉱物としては最も古い歴史を持つ。

## 成分・種類
轟石の成分は結晶水を含む二酸化マンガンが主であるが、実際の組成は表中に示す通りきわめて複雑であり、カリウム、カルシウム、ナトリウムといった一般的な金属元素から、バリウム、ストロンチウム、銀、鉛、コバルト、ニッケルといった希少な金属元素まで、多種多様な元素を含有している。このような性質は轟石の結晶構造に起因する。
轟石はクリプトメレーン鉱、ストロンチオメレーン鉱 (Strontiomelane) 、ロマネシュ鉱と同一の鉱物グループに属する。

## 産出地
350ヶ所以上で産出が報告されている。原産地は北海道余市町轟鉱山である。

## 性質・特徴
轟石は主に鱗片状の非常に細かい結晶の集合として産出する。この集合はスポンジ状の多孔質な形であるため、見かけの比重は非常に軽く感じるが、実際の比重は3.49から3.82と重い部類に属する。
モース硬度は1.5と非常に柔らかく、触れば黒い粉末が付く。この見かけは近縁種であるクリプトメレーン鉱といった、他の酸化マンガン鉱物も同じような形態でしばしば産出するため、他の鉱物との肉眼的区別は非常に困難である。
轟石は塩素と塩酸、及び濃硫酸に可溶で、赤紫色の水溶液を形成する。また、硝酸とも反応し残渣を形成する。

## 用途・加工法
金属資源としての用途が注目されているマンガン団塊は二酸化マンガンを主成分とするが、これを構成する鉱物の1つに轟石がある。轟石は上記のように様々な金属元素を含む組成を持っているため、マンガン団塊が希少金属資源として注目される一因を作っている。

## サイド・ストーリー
轟石は1934年に轟鉱山で吉村豊文によって世界で初めて発見された鉱物である。轟石は初の日本産新鉱物と紹介されることが多いが、これは独立した鉱物種として認められた年代が最も古いという前提が必要である。石川石 (Ishikawaite) は1922年に福島県石川郡で初めて産出が報告されたが、当初はサマルスキー石 (Samarskite) の変種として扱われており、独立した鉱物種として認められたのは1999年になってからである（ただし2023年にステータスが"Questionable"（疑義あり）に変更されている）。また、当初は独立種として報告され、その後否定された鉱物は、ライン鉱 (Reinite、灰重石仮晶の鉄重石) など多数ある。
なお、轟石の名称は発見地である轟鉱山にちなんでいる。日本人の名前が初めてついた鉱物は1939年に現在の朝鮮民主主義人民共和国（当時は日本領）で発見された小藤石 (Kotoite) である。現在でも日本の領土である場所で発見された鉱物では1961年の吉村石 (Yoshimuraite) が最初である。なお吉村石の名は轟石の発見者である吉村豊文にちなむ。